# Roger Black
Roger Anthony Black (Gosport, 31 maart 1966) is een Britse oud-sprinter, die was gespecialiseerd in de 400 m, waarop hij twee Europese titels behaalde. Hij was ook succesvol op de 4 × 400 m estafette. Zo werd hij op dit onderdeel tweemaal wereldkampioen, is hij mede-Europees recordhouder op dit estafettenummer, werd hij hierop driemaal Europees kampioen en won hij, naast de reeds genoemde gouden medailles, ook nog eens een zilveren WK-medaille in deze discipline. Tweemaal nam hij deel aan de Olympische Spelen en behaalde hierbij drie medailles, tweemaal zilver en eenmaal brons.

## Biografie

### Jeugd
Black is geboren als kind van een twee-eiige tweeling, waarvan het andere kind een meisje was. Hij speelde als scholier voetbal en manifesteerde zich hierbij als een goalgetter, omdat hij door zijn snelheid vrijwel alle verdedigers te snel af was. Daarom meldde hij zich aan bij een atletiekclub en ging hij medicijnen studeren aan de Universiteit van Southampton. Daar stopte hij na drie maanden alweer mee, omdat hij in die tijd succes begon te krijgen als atleet.

### Eerste successen
Zijn eerste internationale succes boekte Black in 1985 nog als junior door bij de Europese jeugdkampioenschappen in het Oost-Duitse Cottbus goud te winnen op zowel de 400 m als de 4 × 400 m estafette. Het jaar erop maakte hij als eerstejaars senior direct grote indruk door eerst op de Gemenebestspelen in Edinburgh de 400 m te winnen in 45,57 s, waarna hij op de Europese kampioenschappen in Stuttgart eveneens de 400 m won in de nationale recordtijd van 44,59. Op beide toernooien maakte hij bovendien deel uit van het winnende Britse team Britse team op de 4 × 400 m estafette, zodat hij zijn eerste seniorenjaar beëindigde met vier gouden medailles op zak.

### Europees record na ziekte en blessures
Op dit succesvolle eerste seniorenjaar volgden er drie, waarin Black werd geplaagd door ziekte en blessures. Alleen op de wereldkampioenschappen in 1987 in Rome kon hij een bijdrage leveren door als lid van de Britse 4 × 400 m estafetteploeg in het kielzog van het winnende Amerikaanse team naar het zilver te snellen in 2.58,86, een Europees record.
Pas in 1990 had Black zijn goede vorm weer te pakken en slaagde hij erin om op de EK in Split zijn beide in 1986 behaalde titels te prolongeren. Op de 4 × 400 m verbeterde het Britse viertal met hun winnende tijd van 2.58,23 bovendien het Europese record.

### Olympische Spelen
In 1992 behaalde Black op de 4 × 400 m estafette een bronzen medaille bij de Olympische Spelen van Barcelona. Samen met David Grindley, Kriss Akabusi en John Regis realiseerde hij een tijd onder de 3 minuten: 2.59,73.
Vier jaar later op de Olympische Spelen van Atlanta nam hij deel aan zowel de 400 m als de 4 × 400 m estafette. Op het eerste onderdeel behaalde hij een zilveren medaille op de 400 m. Met een tijd van 44,41 eindigde hij achter de Amerikaan Michael Johnson (goud; 43,49) en voor de Oegandees Davis Kamoga (brons; 44,63). Het was de beste individuele prestatie op de 400 m van zijn hele atletiekloopbaan. Op het estafettenummer won hij op 3 augustus 1996 samen met Iwan Thomas, Mark Richardson en Jamie Baulch een tweede zilveren medaille. Met een Europees record van 2.56,60 eindigden ze achter de Amerikaanse estafetteploeg.

### Einde atletiekloopbaan
In de jaren die volgden wist Black, gedeeltelijk als gevolg van blessures, zijn vorm van 1996 nooit meer te bereiken. Toen hij als gevolg hiervan in 1998 niet werd geselecteerd voor de EK in Boedapest, zette hij een punt achter zijn atletiekloopbaan.

### Privé
Roger Black was tweemaal getrouwd. Uit zijn eerste huwelijk met de Franse atlete Elsa de Vassoigne werd een dochter geboren. Hierna trouwde hij met Julia Burgess en uit dit huwelijk werd in 2006 een tweeling geboren.

## Titels
- Wereldkampioen 4 × 400 m - 1991, 1997
- Europees kampioen 400 m - 1986, 1990
- Europees kampioen 4 × 400 m - 1986, 1990, 1994
- Brits kampioen 400 m - 1990, 1992, 1994, 1996
- Brits indoorkampioen 400 m - 1986
- Europees kampioen U20 400 m - 1985
- Europees kampioen U20 4 × 400 m - 1985

## Persoonlijke records
Outdoor
| Onderdeel | Prestatie          | Datum           | Plaats   |
| --------- | ------------------ | --------------- | -------- |
| 100 m     | 10,48 s (+0,4 m/s) | 4 mei 1996      | Irvine   |
| 200 m     | 20,56 s (+1,4 m/s) | 4 mei 1996      | Irvine   |
| 300 m     | 32,08 s            | 8 augustus 1986 | Londen   |
| 400 m     | 44,37 s (ex-NR)    | 3 juli 1996     | Lausanne |

Indoor
| Onderdeel | Prestatie | Datum        | Plaats  |
| --------- | --------- | ------------ | ------- |
| 400 m     | 46,82 s   | 8 maart 1986 | Cosford |

## Palmares

### 400 m
- 1985:  EK U20 - 45,36 s
- 1986:  Gemenebestspelen - 45,57 s
- 1986:  EK - 44,59 s
- 1987:  Europacup - 44,99 s
- 1990:  Britse kamp. - 45,62 s
- 1990:  EK - 45,08 s
- 1991:  Europacup - 44,91 s
- 1991:  WK - 44,62 s
- 1991:  Grand Prix Finale - 44,97 s
- 1992:  Britse kamp. - 44,84 s
- 1994:  Britse kamp. - 44,94 s
- 1994:  EK - 45,20 s
- 1994:  Europacup - 45,08 s
- 1995: 7e WK - 45,28 s
- 1996:  Britse kamp. - 44,39 s
- 1996:  OS - 44,41
- 1997:  Europacup - 45,63 s

### 4 × 400 m estafette
- 1985:  EK U20 - 3.07,18
- 1986:  Gemenebestspelen - 3.07,19
- 1986:  EK - 2.59,84
- 1987:  WK - 2.58,86 (ER)
- 1990:  EK - 2.58,22
- 1991:  WK - 2.57,53 (ER)
- 1992:  OS - 2.59,73
- 1994:  EK - 2.59,13
- 1994:  Wereldbeker - 3.01,34
- 1995: 4e WK - 3.03,75
- 1996:  OS - 2.56,60 (ER)
- 1997:  WK - 2.56,65[1]

## Boek
Roger Black schreef een autobiografisch boek:
- "How Long's the Course?", ISBN 0-233-99644-3, uitgegeven door Andre Deutsch

1983: Lovasjov, Troshchilo, Tsjernetski, Markin ·
1987: Everett, Haley, McKay, Reynolds ·
1991: Black, Redmond, Regis, Akabusi ·
1993: Valmon, Watts, Reynolds, Johnson ·
1995: Ramsey, Mills, Reynolds, Johnson ·
1997: Thomas, Black, Baulch, Richardson, Hylton ·
1999: Czubak, Maćkowiak, Bocian, Haczek ·
2001: Moncur, Brown, McIntosh, Munnings ·
2003: Djhone, Keïta, Diagana, Raquil ·
2005: Rock, Brew, Williamson, Wariner ·
2007: Merritt, Taylor, Williamson, Wariner ·
2009: Taylor, Wariner, Clement, Merritt ·
2011: Nixon, Jackson, Taylor, Merritt ·
2013: Verburg, McQuay, Hall, Merritt ·
2015: Verburg, McQuay, Nellum, Merritt ·
2017: Solomon, Richards, Cedenio, Gordon ·
2019: Kerley, Cherry, London, Benjamin ·
2022: Godwin, Norman, Deadmon, Allison ·
2023: Hall, Norwood, Robinson, Benjamin
- World Athletics: 14188574
- International Standard Name Identifier: 0000 0000 3867 5637
- Library of Congress Control Number: nb99028342
- Nederlandse Thesaurus van Auteursnamen: 238160920
- Virtual International Authority File: 51184715
- WorldCat: E39PBJc7RdJHdXgQjtK6WryGHC